# Holub tahitský
Holub tahitský (Pampusana erythroptera) je druh měkkozobého ptáka náležící do čeledi holubovitých. Je endemitem Francouzské Polynésie a patří mezi kriticky ohrožené taxony. Popsal ho Johann Friedrich Gmelin podle holotypu nalezeného Josephem Banksem na ostrově Moorea. Dal mu název Columba erythroptera, druhové jméno znamená v řečtině „rudokřídlý“. Richard Bowdler Sharpe druh zařadil do rodu Alopecoenas, který byl roku 2019 přejmenován na Pampusana. Polynésané ho nazývají tutururu.
Původně se rozlišovaly poddruhy A. e. erythropterus a A. e. albicollis, avšak Mezinárodní ornitologická unie je nově považuje jen za barevné formy. 

## Popis
Dospělí jedinci jsou dlouzí okolo 25 cm a váží okolo 120 g. Ve zbarvení se projevuje výrazný pohlavní dimorfismus. Dospělí samci mají bílé čelo, líce, hrdlo a hruď, zatímco temeno, zátylek a pruh za každým okem jsou šedé. Horní část těla je tmavě šedá a křídla mají kaštanově hnědý lesk. Oční duhovky jsou hnědé, zobák černý a nohy tmavě fialové. Samice je červenohnědá s purpurovým nádechem na temeni, krku a křídlech, hřbet má olivově zelený.
Holub tahitský žije převážně na zemi a létá jen při vyrušení. Pohybuje se především v pandánových porostech, kde se živí semeny stromů jako je morinda. Ozývá se tichým chraplavým sténáním. Jeho způsob rozmnožování nebyl dosud spolehlivě popsán.

## Ohrožení
Původně tento druh obýval Společenské ostrovy a Tuamotu, podle fosilních nálezů žil dříve také na Cookových ostrovech. Ještě v roce 1923 byl uváděn jeho výskyt na 23 ostrovech. K vyhubení přispěla predace zavlečenými druhy jako jsou kočky a krysy, časté hurikány i ničení původní vegetace pěstiteli kokosových palem. Druh je také ohrožen vzestupem hladiny oceánů. Na počátku 21. toletí se holub tahitský udržel pouze v několika izolovaných populacích na neobydleném souostroví Actéon. Počet exemplářů se odhaduje na 100 až 200. V roce 2017 oznámili pracovníci organizace Island Conservation, že populace na atolu Tenarunga se díky odstranění nepůvodních druhů začala zvětšovat.